# 葉亦榮
葉亦榮（1983年9月12日—）是一名香港足球教練，司職守門員，現效力於香港女子足球聯賽甲組247足球會。同時於理文足球會擔任分析 |及青年軍工作。

## 早年生活
葉亦榮於何文田官立中學完成中五，後輾轉移民美國於馬里蘭大學完成大學學位，及後回流香港於香港教育學院完成學位教師文憑，主修體育。

## 代表隊生涯
葉亦榮於2001年代表香港U19女子代表隊参加首届U19女子亞洲盃，並於同年入選香港代表隊参加2001年女子亞洲盃。2003年於女子亞洲盃獲得正選於小組賽上陣3場。賽後移民美國生活。 

## 球會生涯
葉亦榮曾經效力不同球會，2018-19年協助愉園奪得聯賽冠軍。2021-2022年加入乙組球員恒益。2021在外流大陸工作完成後重返甲組加入大埔足球會，可惜手指嚴重受傷。2023年復出並轉會至247足球會。

## 教練生涯
葉亦榮持有亞洲足協A級教練及亞洲足協守門員教練(級別二)，亦是香港足球總會教練導師。在美國完成學業後回流香港，於2013-2021擔任香港U15女子代表隊的守門員教練
於2021年獲陳婉婷招手到海南瓊中女足擔任技術分析師，助球隊衝甲成功。及後回港擔任理文足球會技術分析員，亦曾短暫成為香港女子足球代表隊助教。現為香港足球總會教練導師及亞洲足協技術分析小組組員。